# Shell Centre (Calgary)
Das Shell Centre ist ein Wolkenkratzer mit einer Höhe von 140 Metern in der Millionenstadt Calgary, Alberta, Kanada. Das Gebäude befindet sich in der 400 - 4th Avenue South West. Das Gebäude wurde im Jahre 1977 eröffnet und verfügt über 33 Etagen. Das Gebäude wird von dem Immobilienunternehmen Oxford Properties Group betrieben und dient als Hauptsitz von Shell Canada.